# Vollenhovia pacifica
Vollenhovia pacifica är en myrart som beskrevs av Wilson och Taylor 1967. Vollenhovia pacifica ingår i släktet Vollenhovia och familjen myror. Inga underarter finns listade i Catalogue of Life.